# Saint-Meslin-du-Bosc
Saint-Meslin-du-Bosc is een gemeente in het Franse departement Eure (regio Normandië) en telt 156 inwoners (1999). De plaats maakt deel uit van het arrondissement Bernay.

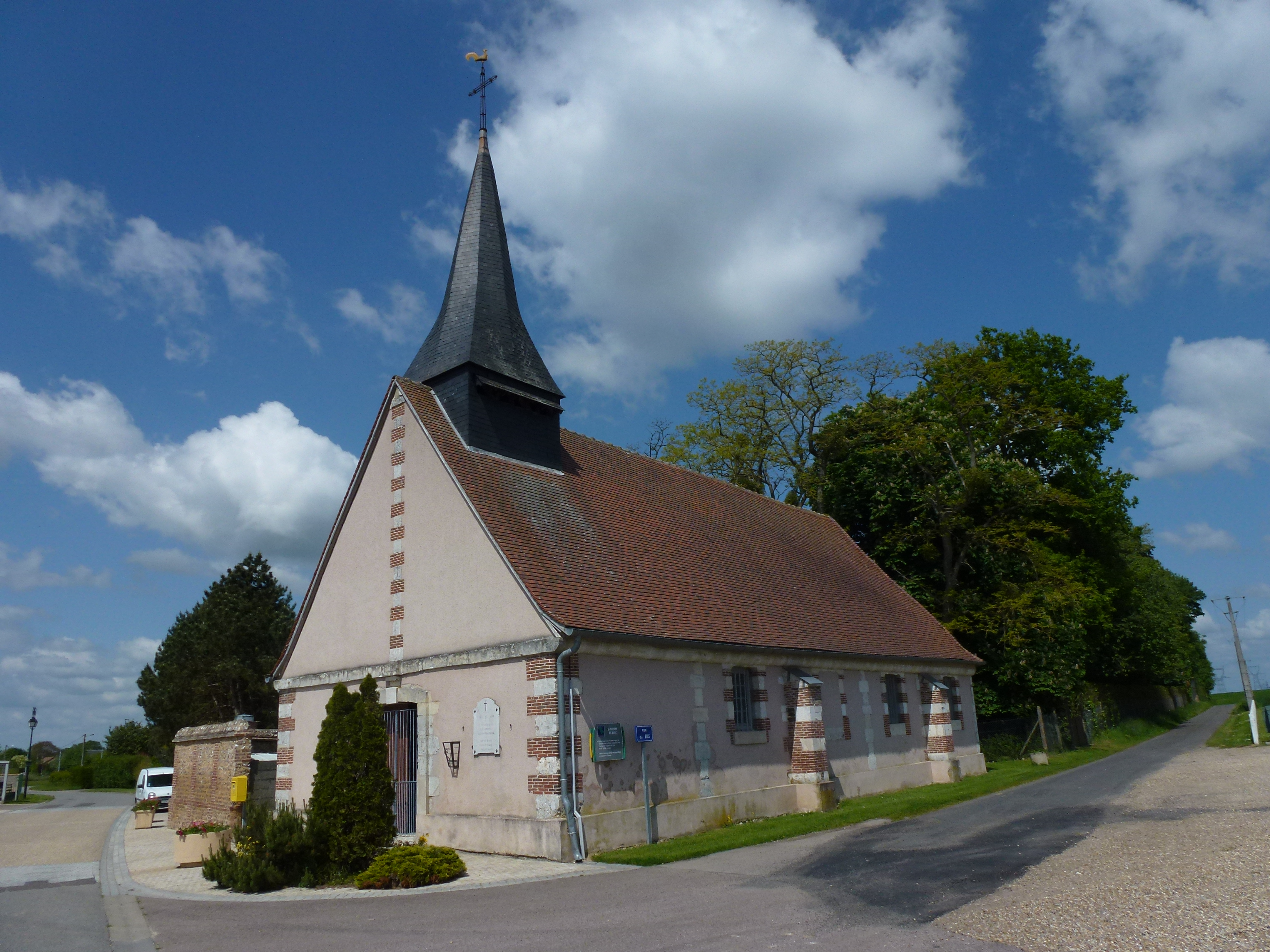
Kerk van Saint-Meslin-du-Bosc
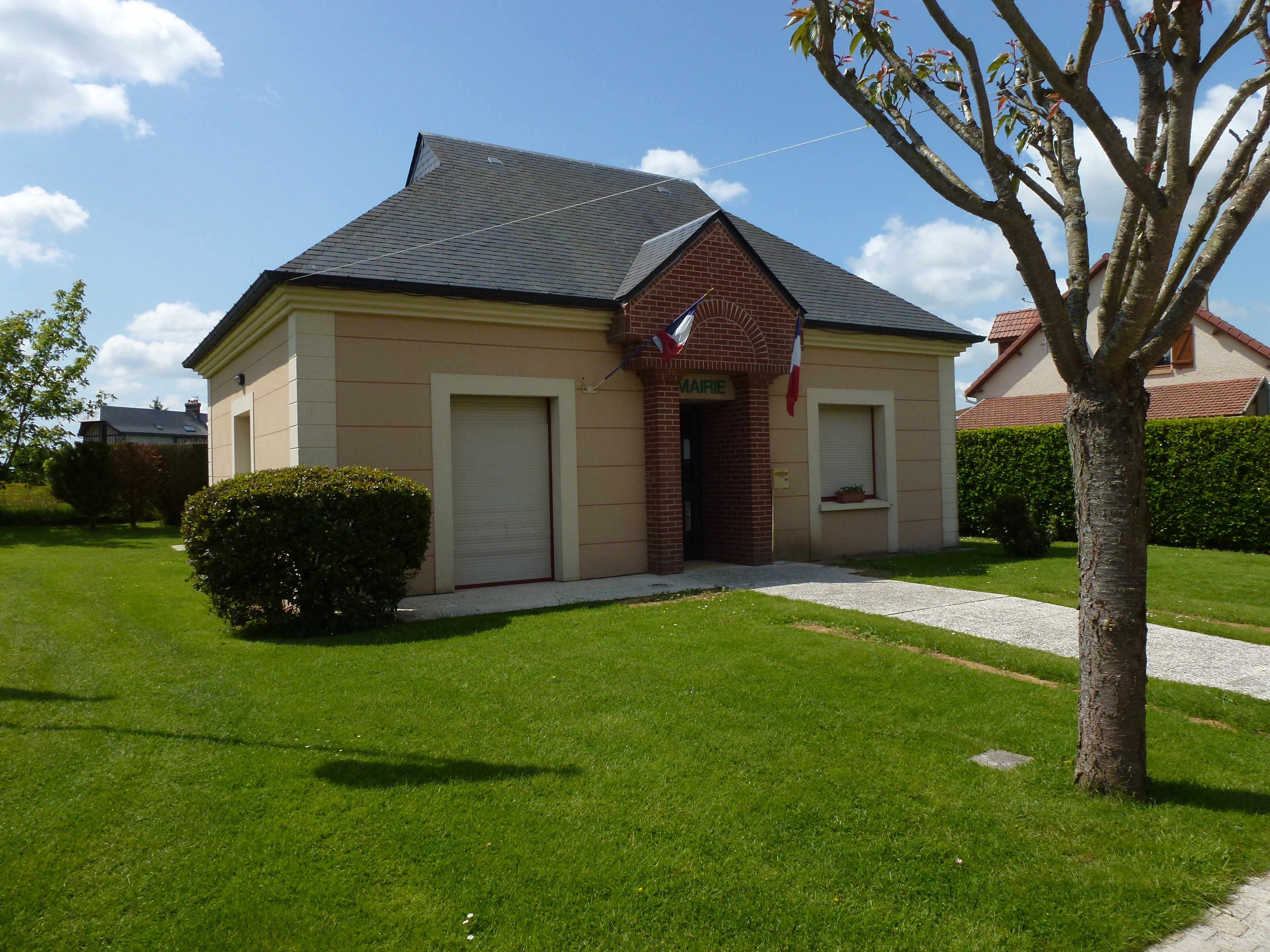
Gemeentehuis

## Geografie
De oppervlakte van Saint-Meslin-du-Bosc bedraagt 1,6 km², de bevolkingsdichtheid is 97,5 inwoners per km².
De onderstaande kaart toont de ligging van Saint-Meslin-du-Bosc met de belangrijkste infrastructuur en aangrenzende gemeenten.

## Demografie
Onderstaande figuur toont het verloop van het inwonertal (bron: INSEE-tellingen).